# بانوی تفنگدار
بانوی تفنگدار (به انگلیسی: La Femme Musketeer) یک تله‌فیلم محصول سال ۲۰۰۴ به کارگردانی استیو بویام است که در دراگک، کرواسی فیلم‌برداری و تهیه شده است.
این فیلم برگرفته از کتاب پرفروش بیست سال بعد، اثر الکساندر دوما است.

## بازیگران
- کریستینا کرپلا به عنوان ماریا ترزا از اسپانیا
- فردی سایرس به عنوان لوئی چهاردهم
- کلمنسی برتون-هیل به عنوان ماری منسینی
- ژرار دوپاردیو به عنوان کاردینال ژول مازارَن
- مارکوس جین پایرو به عنوان دوک ولروی
- ناستاسیا کینسکی به عنوان بانو بولتون
- کنستانتین گرگوری به عنوان پلانچت
- مایکل یورک به عنوان ژاک دارتانیان (یورک در فیلم سه تفنگدار نیز نقش دارتانیان را ایفا کرده است)
- سوزی امی به عنوان والنتین دارتانیان
- جان ریس-دیویس به عنوان پروتوس
- اندرو ماسلمن به عنوان آنتونی پروتوس
- کریستوفر کزنو به عنوان آتوس
- کاسپر زافر به عنوان گاستون آتوس
- آلن کوردونر به عنوان آرامیس
- روی داترایس به عنوان فرمانده فینوت
- نیکو نیکوترا به عنوان اتین آرامیس
- نیک بریمبل به عنوان ژنرال